# Emmanuel Barth
Cet article possède un paronyme, voir Emmanuel Barbe.
Emmanuel Barth, né le 2 juillet 1983 à Strasbourg, est un journaliste, commentateur sportif, animateur télé et radio.

## Biographie
Titulaire d'une Licence de Droit (Université Paris 1 Panthéon-Sorbonne) et ancien coureur cycliste de haut niveau, membre de l'équipe réserve AG2R La Mondiale, Emmanuel Barth met un terme à sa carrière en 2006 et fait ses premiers pas à la radio au sein de la rédaction de RTL.
En 2007, Il participe à la création de la radio RTL-L'Équipe. Responsable des flashs infos pour ses débuts, il devient l'animateur de l'émission « Le café des sports », rendez-vous quotidien crée en 2010. De 2008 à 2010, il couvre également le Tour de France en tant que commentateur où il apparaît à l'antenne aux côtés du journaliste Jean-Paul Brouchon.
Il fait ses débuts à la télévision fin 2010 sur la chaîne Eurosport où il commente du cyclisme et intervient également en tant que journaliste de terrain sur des matches de football et sur des meetings de natation. Toujours en 2010, le site internet Yahoo! lui confie la présentation de "L'interview Yahoo! Sport" où chaque semaine il reçoit une personnalité du monde du sport.
En 2011, la chaîne Orange Sport Info le recrute, il est chargé de la rédaction et de la présentation de journaux télévisés.

### BeINSports
En mars 2012, il rejoint BeIn Sports France où il participe au lancement de la chaîne. Il intervient dès ses débuts sur le Multiplex de Ligue 1 et de Ligue 2. Sa polyvalence lui permet de commenter des matches de football ainsi que l'intégralité des courses cyclistes présentes à l'antenne. 
Entre 2013 et 2016, Il commente aux côtés du consultant Cédric Vasseur l'ensemble du calendrier Italien et notamment le Giro d'Italia,.
En 2014, lors de la Coupe du Monde au Brésil, il présente l'émission Inside Brazil, émission de décryptage et d'analyse de l'actualité du Mondial. En 2016, il fait également partie du dispositif de BeIn Sports lors de l'Euro de football où il est chargé de la présentation de l'émission quotidienne « Bein Euro ».
En 2018, il présente Inside Russia, émission consacrée à l'actualité des 32 équipes de la Coupe du Monde FIFA en Russie. Toujours en 2018, il co-anime avec Omar da Fonseca l'émission Omar c'est Foot, talk show de deuxième partie de soirée consacré à l'actualité du football.
En 2019, il présente le Tour de France sur Yahoo Sports.
En 2022, pour sa 3e Coupe du Monde de football, il est chargé de présenter l'émission quotidienne Inside Qatar. Lors de cette même Coupe du Monde, il anime également l'émission beIN Bleus, consacrée à l'actualité de l'Equipe de France. 
Depuis 2023, il présente les Multiplex consacrés à la Coupe de France de football ainsi que l'émission Jour de Coupe.  